# Кобзарик
«Кобзарик» — дитячий зразковий гурт-студія з містечка Горохів Луцького району Волинської області. В репертуарі колективу — духовні твори, козацькі, стрілецькі, повстанські, патріотичні, жартівливі пісні, колядки, щедрівки, колискові, твори сучасних авторів.

## Історія
Дитячий гурт-студію «Кобзарик», як громадську організацію, було створено в серпні 1993 року з ініціативи засновника і незмінного адміністратора Олега Мосієвича. Незмінним керівником колективу від часу його створення є Любов Мосієвич. В той час економічних і політичних потрясінь суттєву допомогу становленню «Кобзарика» надавали канадський українець меценат Мар'ян Штика і місцева будівельна фірма «Енергія» (директор Ігор Матвіїв).
Гурт об'єднав навколо себе патріотичну молодь і став першим дитячим колективом в області, який почав співати раніше заборонені в УРСР пісні під жовто-блакитним прапором, зокрема і «Червону калину».
За період існування гурту пісенну школу бандури пройшло більше 300 «кобзариків». Постійно беручи участь в проведенні державних і патріотичних заходів, «Кобзарик» закликає до активної діяльності громадян у творенні нашої держави.
«Кобзарик» є учасником численних конкурсів та фестивалів, де здобув визнання і шану. В 1997 році за вагомий внесок у розвиток культури українського народу, високий рівень та виконавську майстерність «Кобзарику» присвоєно звання «Зразковий дитячий колектив».
Виконання «Кобзариком» українських пісень змінює стереотип бандурного мистецтва, робить його сучасним і цікавим, пробуджує національну свідомість українців, вшановуючи героїв, які боролись і борються за незалежність України.
Діяльність «Кобзарика» надихнула започаткувати всеукраїнський конкурс юних бандуристів, який проходить в Луцьку — «Волинський кобзарик».
З «Кобзариком» співпрацювали заслужена артистка України Галина Кажан, поет-пісняр Тарас Музичук, заслужений діяч мистецтв України композитор Мирослав Стефанишин, ведуча концертних програм Валентина Гриб.
Олександр Петрич, ветеран ОУН, політв'язень, поет, присвятив колективу вірш-оду «Кобзарику мій».
Тетяна Байда-Барбелюк, ветеран ОУН, політв'язень, письменниця, політична і громадська діячка, подарувала гурту вірш «Кобзарики», який Любов Мосієвич поклала на мелодію, створивши гімн колективу.
До концертних програм «Кобзарика» залучались солісти-бандуристи Петро Шуляк, Оксана Шкарадюк, Марія Стецюк, скрипаль Олександр Хомик.
З концертними програмами «Кобзарик» побував в Білорусії, Польщі, Києві, Каневі, Богородчанах, Львові, Луцьку, Колодяжному. Відвідував героїко-патріотичні місця Пляшева (Берестечко), Нового Загорова та інші.
За період існування «Кобзариком» були підготовлені і записані концертні програми, які спочатку тиражувались на касетах, пізніше на аудіо та відеодисках та розповсюджувалися в Україні і за кордоном. Значну допомогу в створенні і тиражуванні цих програм надали дочки Любові і Олега Мосієвичів — Алла, Олена і Оксана.
Починаючи з 2016 року почав працювати сайт «Дитячий зразковий гурт-студія «Кобзарик»

## Гасло та мета діяльності

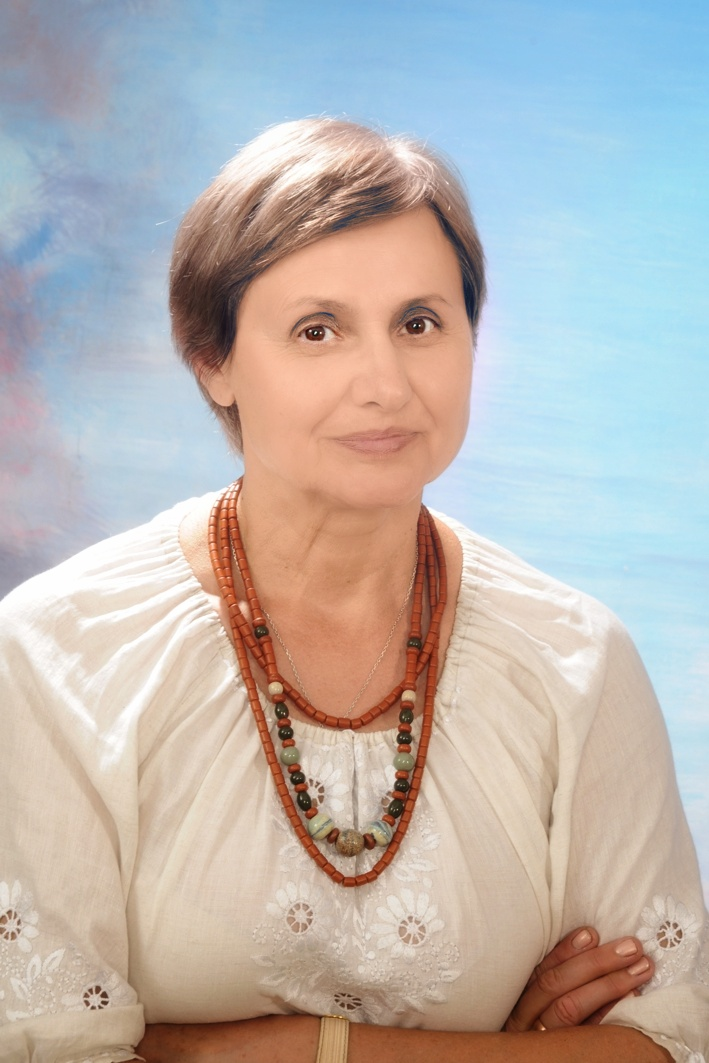
Любов Мосієвич

Любов Мосієвич, засновник та незмінний керівник гурту
учасник Норильського повстання Олександр Петрич.
|  | Ми співаємо для тих, хто вірить у Бога, любить Україну і поважає свій народ |

Гурт-студія «Кобзарик» — музична спільнота патріотичної молоді. Пісні «Кобзарика» для душі, яка потребує духовності, доброти, справедливості. В репертуарі колективу — духовні твори, козацькі, стрілецькі, повстанські, патріотичні, жартівливі пісні, колядки, щедрівки, колискові, твори сучасних авторів.
Основною метою діяльності «Кобзарика» є відродження української духовної та патріотичної спадщини через кобзарське мистецтво. Саме тому репертуар включає багато пісень духовного змісту, серед яких «Ave Maria», «Як гарно у храмі Твоїм, Богородице!», «Не забудь помолитися Богу» та ін. Кожен народ має пам'ятати свою історію та шанобливо відноситися до пам'яті тих, завдяки кому він існує. Впродовж своєї творчої діяльності гурт неодноразово реалізовував концертні програми на території меморіального комплексу «Козацькі могили» під Берестечком, на місці героїчного бою воїнів УПА з фашистами біля Загорівського монастиря та в інших важливих для історії України місцях. У пісенному доробку «Кобзарика» є велика кількість творів, в яких оспівується пам'ять вірних синів України.
|                           | А всім нам вкупі на землі Єдиномисліє подай І братолюбіє пошли. |
| — Тарас Шевченко, Молитва |                                                                 |

## Дискографія
1998 року вийшла в світ перша аудіокасета «З любов'ю до України „Кобзарик“ з Волині». До неї увійшли твори «Не забудь помолитися Богу», «Світлиця», «Колискова», «Українцям», «Зозуленька», «Йшли селом партизани», «Ой на горі, на Маківці», «Рідна наша мово», «Хай живе вільна Україна» та ін.
2001 р. Відеопрограма вертепу у Луцькому Свято-Троїцькому кафедральному соборі неодноразово транслювалась на каналі Волинського телебачення, а аудіозапис — на хвилях Волинського радіо. На базі цього вертепу випущений окремий аудіодиск під назвою «Віншує Кобзарик».
2006 р. виходить аудіокасета «Вірте в Україну». До програми увійшли твори «Очерет мені був за колиску», «Схиляєм голови свої», «Про Морозенка», «На високій дуже кручі», «Садок вишневий коло хати» та ін.
2007 р. виходить CD-диск «Вірте в Україну»
2013 р. — DVD-диск «Кобзар — то наш Тарас Шевченко, а ми його кобзарики».
2015 р. — CD-диск «Як сходить сонечко раненько».
2016 р. — CD-диск «Ми з тобою завжди, Україно!».

## Нагороди
1996
- 1996 р. Благословенна грамота за церковні заслуги перед Українською православною церквою Київського патріархату.

2000
- 2000 р. Подяка управління культури Волинської обласної державної адміністрації — за пропаганду кобзарського мистецтва і активну участь в обласному огляді-конкурсі. Начальник управління М. Приймак, м. Луцьк.

2003
- 2003 р. Поздоровлення голови Національної спілки кобзарів України, заслуженого артиста України, професора В. М. Єсипока з 10-річчям заснування колективу.

- 16.02.2003 р. Почесна грамота відділу культури Горохівської райдержадміністрації — за популяризацію національної пісні, творчості репресованих авторів, сприяння утвердженню української державності, збагаченню та розвою національної культури та з нагоди 10-річного ювілею. Начальник відділу Д. І. Колесник.

- 16.11.2003 р. Диплом учасника І всеукраїнського дитячого огляду-конкурсу «Волинський кобзарик»

2004
- 2004 р. Диплом Горохівського районного народного дому «Просвіта» — за активну участь у підготовці і проведенні творчих звітів районів і міст області, присвячених 60-річчю визволення України від фашистських загарбників, значний внесок у розвиток аматорського мистецтва та народної творчості. Голова обласного оргкомітету, заступник голови облдержадміністрації Степан Родич.

2006
- 2006 р. Диплом управління культури і туризму Волинської обласної державної адміністрації — за II місце серед дитячих капел бандуристів в обласному огляді-конкурсі кобзарського мистецтва, присвяченому 192-річниці від дня народження Т. Г. Шевченка. Начальник управління В Лисюк, м. Луцьк.

2008
- 15.02.2008 р. Грамота Навчально-методичного центру культури Волині — за високу виконавську майстерність, активну концертну діяльність, відновлення, збереження та популяризацію кобзарського мистецтва та з нагоди 15-річчя заснування колективу. Директор В. Бобицький, м. Луцьк.

- 17.02.2008 р. Почесна грамота Волинської обласної ради — за вагомий внесок у формування національної свідомості населення, активну концертну діяльність та з нагоди 15-річниці створення колективу. Голова А. П. Грицюк.

- 17.02.2008 р. Грамота відділу культури і туризму Горохівської райдержадміністрації — за вагомий внесок у відродення національної культури, розвиток українського пісенного та музичного мистецтва, популяризацію кобзарського мистецтва на Волині та з нагоди 15-річчя творчої діяльності. Начальник відділу І. Я. Андрощук.

- 15.02.2008 р. Почесна грамота № 26 Волинської обласної державної адміністрації — за активну концертну діяльність, вагомий внесок у розвиток аматорського мистецтва, збереження і популяризацію національної культури. Голова М. Романюк.

- 7.10.2008 р. Диплом за І місце в номінації: «Хорові колективи, капели та ансамблі бандуристів» в районному дитячо-юнацькому фестивалі мистецтв «Сурми звитяги — 2008», м. Горохів.

- 12.10.2008 р. Грамота за І місце в номінації: «Хорові колективи, капели та ансамблі бандуристів» в обласному дитячо-юнацькому фестивалі мистецтв «Сурми звитяги — 2008», м. Луцьк.

2010
- 06.06.2010 р. Диплом за участь на міжнародному фестивалі танців «Godel 2010», м. Пулави (Польща).

2011
- 24.08.2011 р. Подяка голови Волинської обласної державної адміністрації Бориса Клімчука — за вагомий внесок у розвиток волинського краю та з нагоди 20-ї річниці Незалежності України.

2013
- 16.02.2013 р. Грамота Навчально-методичного центру культури Волині — за вагомий внесок у розвиток музичного мистецтва, естетичне виховання підростаючого покоління та з нагоди 20-річчя заснування колективу. Директор Л. В. Рожнова, м. Луцьк.

- 15-16.02. 2013 р. Благословенна грамота за церковні заслуги перед Українською православною церквою Київського патріархату з нагоди 20-річчя колективу. Митрополит луцький і волинський Михаїл.

- 16.02.2013 р. Подяка відділу культури Горохівської райдержадміністрації — за значний внесок у примноження мистецького скарбу району, розвиток національної культури та з нагоди 20-річчя. Начальник відділу Д. І. Колесник.

2018
- 15.02.2018 р. Почесна грамота Горохівської міської ради — за високу виконавську майстерність, активну концертну діяльність, вагомий внесок у популяризацію кобзарського мистецтва та з нагоди 25-річного ювілею. Міський голова В. Л. Годик.

- 24.08.2018 р. Почесна грамота районної ради — за сумлінну працю, активну громадянську позицію, вагомий особистий вклад у справу утвердження і розбудови Української держави та з нагоди Дня Незалежності України. Голова районної ради Т. Щерблюк.

- 15.02.2018 р. Подяка РНД «Просвіта» — за значний внесок у патріотичне виховання населення, сприяння становленню української державності, розвиток бандурного мистецтва та з нагоди 25-річчя колективу. Начальник відділу культури райдержадміністрації Д. Колесник, м. Горохів.

- 15.02.2018 р. Подяка Горохівської районної державної адміністрації Горохівської районної ради — за вагомий внесок у розвиток національної культури, активну концертну діяльність, популяризацію української пісенної спадщини та з нагоди 25-річниці заснування колективу. В.о. голови, керівник апарату державної адміністрації Л. Косюк, заступник голови районної ради В. Клемба.

- 20.08.2018 року Обласна іменна премія у галузі літератури, культури і мистецтва 2018 року у номінації імені Степана Кривенького — за активну творчу діяльність з розвитку і популяризації народного пісенного та хореографічного мистецтва, високу майстерність виконання, активну участь у культурно-мистецькому та патріотичному житті краю. Розпорядження голови Волинської обласної державної адміністрації О. Савченко № 551.

## Відомі вихованці
- Висоцький Іван Володимирович (23.09.2000 — 12.09.2022) — учасник російсько-української війни, загинув у бою в Донецькій області[1].